# Kępa Niemojewska
Kępa Niemojewska (prononciation : [ˈkɛmpa ɲɛmɔˈjɛfska]) est un village polonais de la gmina de Grabów nad Pilicą dans le powiat de Kozienice de la voïvodie de Mazovie dans le centre-est de la Pologne.
Il se situe à environ 5 kilomètres au nord-ouest de Grabów nad Pilicą (siège de la gmina), 34 kilomètres au nord-ouest de Kozienice (siège du powiat) et à 54 kilomètres au sud de Varsovie (capitale de la Pologne).
En 2006, le village comptait 131 habitants.

## Histoire
De 1975 à 1998, le village appartenait administrativement à la voïvodie de Radom.